# NGC 2140
NGC 2140 est un amas ouvert situé dans la constellation de la Dorade. Cet amas est situé dans le Grand Nuage de Magellan,. Il a été découvert par l'astronome britannique John Herschel en 1834.